# Sundown (Missouri)
Sundown is een plaats (village) in de Amerikaanse staat Missouri, en valt bestuurlijk gezien onder Ozark County.

## Demografie
Bij de volkstelling in 2000 werd het aantal inwoners vastgesteld op 38.

## Geografie
Volgens het United States Census Bureau beslaat de plaats een oppervlakte van
2,8 km², geheel bestaande uit land.

## Plaatsen in de nabije omgeving
De onderstaande figuur toont nabijgelegen plaatsen in een straal van 28 km rond Sundown.